# James Stewart jr.
James Stewart jr. (Bartow (Florida), 21 december 1985), beter bekend als James "Bubba" Stewart, is een Amerikaanse professionele motorcrosser in de supercross klasse. Hij is de eerste Afro-Amerikaanse motorcrosser die succes heeft geboekt op het hoogste niveau.
James is geboren in Bartow, Florida, en woont tegenwoordig in Haines City, Florida. Zijn vader, James Sr., was een fanatieke motorcross fan en hij liet hem de sport leren op een jonge leeftijd. Hij reed zijn eerste motorcross race op 4-jarige leeftijd en behaalde al snel succes als amateur.